# Бедије
Бедије (фр. Béduer) насеље је и општина у јужној Француској у региону Миди Пирене, у департману Лот која припада префектури Фижак.
По подацима из 2011. године у општини је живело 742 становника, а густина насељености је износила 29,94 становника/km². Општина се простире на површини од 24,78 km². Налази се на средњој надморској висини од 260 метара (максималној 405 m, а минималној 176 m).

## Демографија
| 1962. | 1968. | 1975. | 1982. | 1990. | 1999. | 2011. |
| ----- | ----- | ----- | ----- | ----- | ----- | ----- |
| 419   | 426   | 454   | 516   | 596   | 623   | 742   |

График промене броја становника у току последњих година